# المطاردات المتعددة للرجال (رواية)
المطاردات المتعددة للرجال (بالإنجليزية The Various Haunts of Men)- هي رواية بقلم الكاتبة البريطانية سوزان هيل، وهي الرواية الأولى في سلسلة روايات
الجريمة( سيمون سيرايلر) للكاتبة ، والتي تتألف من سبع روايات، والأمر في هذه الرواية يتعلق باختفاء أشخاص في مدينة لافيرتون الكاتدرائية الإنجليزية وتحقيقات الشرطة الناتجة عن ذلك، وتمنشر الرواية للمرة الاولى عام 2004م، عن دار نشر تشاتو اتد ويندوس، وعنوان الرواية مقتبس من قصيدة جورج كرابThe Borough

## الأحداث
بعد انتقالها إلى مدينة لافيرتون الكاتدرائية الصغيرة من "Met" في لندن، تستكشف محققة الشرطة فريا غرافهام مجتمعها الجديد وتصبح مفتونة برئيس المفتشين. سيمون سيرايلر، رئيسها الغامض. على الرغم من أنها تتلاءم بشكل جيد مع قوة الشرطة المحلية، إلا أنها تجد نفسها غير قادرة على التخلي عما يبدو وكأنه تقرير روتيني عن المفقودين عن عانس في منتصف العمر. عندما يظهر المزيد من سكان البلدة في عداد المفقودين، يتم التحقق من حدسها ويبدأ بحث جاد من قبل الشرطة، مما يجعلها أقرب إلى سيرايلر في نفس الوقت الذي يعرضها للخطر.

## شخصيات الرواية
- أنجيلا راندال امرأة منعزلة غير متزوجة تبلغ من العمر 53 عامًا، اختفت ذات صباح ضبابي أثناء الركض في The Hill، وهو معلم محلي. وتصر صاحبة عملها في دار رعاية المسنين، كارول أشتون، على أن الشرطة تأخذ اختفائها على محمل الجد.
- الدكتورة كات ديربورن، طبيبة عامة في لافرتون، متزوجة من كريس، وهو طبيب أيضًا
- ديبي باركر، 20 عامًا، كانت تعاني من الاكتئاب وحب الشباب وكانت تعاني من زيادة الوزن. ولكن بعد زيارة دافا، المعالج الروحي، بدأت تشعر بالتحسن وذهبت للتنزه في الصباح الباكر على التل، والتي اختفت منها أيضًا.
- فريا غرافهام، رقيب محقق جديد في لافيرتون بعد انتقاله من Met تم تعيينه مسؤولاً عن التحقيق. يكتشف أن أنجيلا راندال كانت تشتري هدايا باهظة الثمن لرجل مجهول.
- سيمون سيرايلر، كبير مفتشي المباحث هو ضابطها القائد وشقيق كات ديربورن
- إيريس شاتر، سيدة مسنة ثكلى مؤخرًا تبحث عن الراحة في الاجتماعات الروحانية هي التالية التي تختفي.